# Flabellidae
Flabellidae  is een familie van neteldieren uit de klasse van de Anthozoa (bloemdieren). 

## Geslachten
- Blastotrochus Milne Edwards & Haime, 1848
- Falcatoflabellum Cairns, 1995
- Flabellum Lesson, 1831
- Javania Duncan, 1876
- Monomyces Ehrenberg, 1834
- Placotrochides Alcock, 1902
- Placotrochus Milne Edwards & Haime, 1848
- Polymyces Cairns, 1979
- Rhizotrochus Milne Edwards & Haime, 1848
- Tortoflabellum Squires, 1958 †
- Truncatoflabellum Cairns, 1989